# Festival da Ilha de Wight de 1969
O Festival da Ilha de Wight de 1969 aconteceu de 29 a 31 de agosto de 1969 na cidade de Wootton, na ilha de Wight, na Inglaterra. Teve um público de aproximadamente 150 000 pessoas, que assistiram a apresentações de Bob Dylan, The Band, The Who, Free, Joe Cocker, The Bonzo Dog Band e The Moody Blues. Foi o segundo de três festivais de música que aconteceram na ilha de Wight entre 1968 e 1970. Foi organizado por Rikki Far e a empresa Fiery Creations, de Ronnie e Ray Foulk. Tornou-se famoso principalmente devido à apresentação de Bob Dylan, que havia passado os três anos anteriores em semiaposentadoria.

## Bob Dylan
A edição de 1969 do festival foi bem maior do que a edição do ano anterior. Falava-se pouco de Dylan desde seu supostamente quase fatal acidente de moto em julho de 1966. Tendo evitado o festival de Woodstock, que havia acontecido perto de sua casa, no norte do estado de Nova Iorque, Dylan estava, inicialmente, relutante em fazer sua apresentação de retorno na pouco conhecida ilha de Wight. Depois de semanas de negociações, os irmãos Foulk lhe mostraram um pequeno filme sobre a herança cultural e literária da ilha: isso tocou na sensibilidade artística de Dylan, pois ele se entusiasmou em combinar um feriado com a família com uma apresentação na terra de Alfred Tennyson. A família de Dylan programou-se para viajar a bordo do navio Queen Elizabeth 2 e quase perdeu a apresentação quando o filho de Dylan, Jesse, se machucou com a porta de uma cabine e teve de ser hospitalizado. Dylan acabou viajando de avião e chegou no último momento.
Antes do festival, Dylan e The Band, ambos moradores de Woodstock, ensaiaram na fazenda Forelands, em Bembridge, na ilha de Wight. Lá, eles receberam a visita de George Harrison, o único que visitara Dylan em seu enclave nas montanhas Catskill. Em 30 de agosto, no sábado, o dia anterior à apresentação de Dylan, John Lennon e Ringo Starr chegaram à ilha, junto com Keith Richards e Eric Clapton. Também sentados na área VIP em frente ao palco estavam as esposas dos Beatles Pattie Harrison, Yoko Ono e Maureen Starkey, além de celebridades como Jane Fonda, Françoise Hardy, Georges Moustaki, Syd Barrett, Donald Cammell e Elton John.
Graças a rumores de que um ou todos os Beatles se reuniriam com Dylan no palco, a apresentação de retorno de Dylan se tornara, nas palavras do jornalista musical John Harris, "aumentada para a apresentação da década". Em 31 de agosto, Dylan subiu no palco com um terno de cor creme recordando Hank Williams. Acompanhado por The Band, ele tocou canções recentes de seus álbuns Nashville Skyline e John Wesley Harding, assim como versões country de músicas mais antigas como Maggie's Farm, Highway 61 Revisited e Like a Rolling Stone. A ordem das músicas tocadas por Dylan foi:
1. She Belongs to Me
2. I Threw It All Away
3. Maggie's Farm
4. Wild Mountain Thyme
5. It Ain't Me, Babe
6. To Ramona
7. Mr. Tambourine Man
8. I Dreamed I Saw St. Augustine
9. Lay Lady Lay
10. Highway 61 Revisited
11. One Too Many Mornings
12. I Pity the Poor Immigrant
13. Like a Rolling Stone
14. I'll Be Your Baby Tonight'
15. The Mighty Quinn (Quinn the Eskimo)
16. Minstrel Boy
17. Rainy Day Women #12 & 35

Quatro canções dessa apresentação foram incluídas no álbum de Dylan Self Portrait (1970): Like a Rolling Stone, The Mighty Quinn (Quinn the Eskimo), Minstrel Boy e She Belongs to Me.
Um ídolo tanto do The Band quanto de Dylan, Harrison escreveu uma música country inspirada pelo evento e a dedicou a Dylan: Behind that locked door, que foi lançada no álbum triplo All Things Must Pass.
Em 2013, a gravação completa da apresentação de Dylan foi lançada na edição de luxo do álbum The Bootleg Series Vol. 10: Another Self Portrait (1969–1971).

## The Who
O The Who tocou sua apresentação padrão na época, que incluía a ópera roque Tommy, cujo álbum havia sido lançado recentemente. O grupo havia acabado de retornar de uma excursão aos Estados Unidos, onde havia tocado no festival de Woodstock duas semanas antes. Eles tocaram Heaven and Hell, seguido por I Can't Explain, Fortune Teller, Young Man Blues, e então tocaram a ópera quase inteira, finalizando com Summertime Blues, Shakin' All Over/Spoonful e duas faixas como bis: My Generation e o final de Naked Eye.

## Apresentações
- The Band
- Battered Ornaments
- Blodwyn Pig
- Blonde on Blonde
- The Bonzo Dog Doo-Dah Band
- Edgar Broughton Band
- Joe Cocker
- Aynsley Dunbar
- Bob Dylan
- Eclection
- Fat Mattress
- Family
- Gary Farr
- Julie Felix
- Free
- Gypsy
- Richie Havens
- Heaven
- Marsha Hunt & White Trash
- Indo Jazz Fusions
- King Crimson (programado, porém não apareceu)
- The Liverpool Scene
- Marsupilami
- Mighty Baby
- The Moody Blues
- The Nice
- Tom Paxton
- Pentangle
- The Pretty Things
- Third Ear Band
- The Who